# هاجيمي كاموشيدا
هاجيمي كاموشيدا (باليابانية: 鴨志田) هو راوي مشهور بأعماله مثل المشاغب لا يحلم عن فتاة الأرنب سينباي وThe Pet Girl Of Sakurasou وأيضا عمل على انمي فقط لأن! من إنتاج استوديو باين جام.